# Agrodiaetus turcicus
Agrodiaetus turcicus är en fjärilsart som beskrevs av Ahmet Ömer Koçak 1976. Agrodiaetus turcicus ingår i släktet Agrodiaetus och familjen juvelvingar. Inga underarter finns listade i Catalogue of Life.